# Odon Vallet
Pour les articles homonymes, voir Vallet.
Odon Vallet, né le 3 septembre 1947 à Paris 8e, est un haut fonctionnaire, historien des religions et médiologue français. Il a créé, avec son frère Jean-Daniel Vallet, la Fondation Vallet.

## Biographie

### Jeunesse et études
Odon Vallet est fils de Jean Vallet, dirigeant de la compagnie d’assurances GPA-Athéna, et d'une infirmière, née Aubin de Blanpré. Son père décède en 1954 d'un accident de voiture, laissant à sa veuve et à ses deux fils, Odon et Jean-Daniel, un portefeuille de 5 % d'actions. En 1989, lors du rachat de la société par Generali, la vente de ces titres rapporte 320 millions francs. Cet argent est ensuite légué à une fondation en 1999, la « Fondation Vallet », dont les fonds sont cogérés par la Fondation de France,,.
Odon Vallet fréquente, à Paris, l'école primaire catholique Bossuet puis les lycées Montaigne et Louis-le-Grand. En 1964, inscrit au lycée d'altitude de Briançon, il pratique le cyclisme, le ski de fond et l'alpinisme. Il obtient de très bons résultats dans les matières littéraires.
En 1970, il est diplômé de l'Institut d'études politiques de Paris. Il est reçu à l'ENA et commence sa scolarité en 1971 au sein de la promotion François Rabelais (1973).
Il est auditeur à l'Institut des hautes études de défense nationale - IHEDN (1982-1983).
En 1985, il obtient deux doctorats : en droit et en science des religions.

### Parcours professoral
Odon Vallet devient, dès sa sortie de l'ENA, maître de conférences à l'IEP de Paris. Il enseigne notamment au sein de la classe préparatoire aux concours de la haute fonction publique, et prépare les étudiants au grand oral de l'ENA. Il conserve ses fonctions jusqu'en 1989.
L'année suivante, il devient chargé de cours à l'université Paris I Panthéon-Sorbonne et à l'université Paris VII Diderot. Il y enseigne la culture générale, à la fois en licence d'administration publique et en master 1 de droit public.

### Parcours professionnel
Entre 1976 et 1977, Odon Vallet est administrateur du Groupe des populaires d'assurances, puis d'Athéna entre 1977 et 1989. Il dirige Eurassur, une institution de courtage en assurance, de 1990 à 2002. Il est administrateur (entre 1995 et 2003) puis vice-président (1998-2003) de la banque Eurofin. En 1999, il crée la Fondation Vallet.
Il a été contributeur à la revue homophile Arcadie. Il dirige les éditions Gallimard Jeunesse entre 1998 et 2002, puis Madrigall entre 1999 et 2006. Il est également administrateur de la société des lecteurs du journal Le Monde depuis 2002. 
Il est spécialiste de l'Asie, du Proche à l'Extrême-Orient (notamment du Viêt Nam) et de l'Afrique, où il a multiplié les voyages.

## Fondation Vallet
Estimant que ses ressources d'enseignant et d'écrivain couvrent largement ses besoins, Odon Vallet crée en 1999, avec son frère Jean-Daniel, la Fondation Vallet,. Placée sous l'égide de la Fondation de France, elle remet des bourses d'études aux étudiants brillants mais défavorisés de Paris, du Bénin et du Vietnam,. Ainsi, elle attribue chaque année 300 bourses à des élèves de lycées ou d'écoles d'art publics de l'académie de Paris, 2 250 bourses à des élèves et étudiants vietnamiens et 1 050 bourses à des élèves béninois. En 25 ans, elle a remis 74 000 bourses. Elle serait la plus généreuse d'Europe en la matière. Un programme a été développé pour envoyer les meilleurs élèves du Bénin étudier à Paris au lycée Louis-le-Grand,. Au Bénin, elle a créé  9 bibliothèques accueillant plus de 7 000 lecteurs par jour et 4 laboratoires de langues (anglais, allemand, espagnol et Fongbé) recevant quotidiennement plus de 1 000 élèves.
Odon Vallet a choisi d'édifier une fondation pour l'éducation car son père, peu fortuné, avait lui-même eu le plus grand mal à financer ses études, parce qu'il est lui-même enseignant, et parce qu'il est pleinement conscient du problème du financement des études en général : « Je possède de quoi vivre. J’ai décidé, en hommage à mon père, de redistribuer cet argent dans un domaine que je connais bien : l’éducation. »

## Distinctions
- 2009 : Médaille de l'altruisme au titre du 2ème Français le plus généreux décerné par le journal Capital[14]
- 2009 : Prix BNP Paribas pour la philanthropie individuelle (catégorie Grand Prix)[15]

## Citations
- « Mon père, fils d'ouvriers, gardait les chèvres à 12 ans et je défends une conception de l'école publique où les seuls critères sont intellectuels et où le porte-monnaie ne compte pas[11]. »
- Il a qualifié le pape Benoît XVI de « brillant réactionnaire »[16].
- « Moi si j'avais 18 ans dans le nord du Nigéria, peut-être que je serais à Boko Haram »[17].
- « L'« ordi » et le bouquin se complètent : on demande au premier l'information et au second la réflexion. Taper Google et tourner les pages vont de pair ; quand Internet vous renseigne, le manuel vous instruit. (…) Bill Gates n'a pas tué Gutenberg si l'on sait marier nouvelles et anciennes technologies[18]. »

## Publications
- Les Hautes-Alpes : hommes et nature en montagne, Éditions Berger-Levrault, 1975.
- Culture générale, 1988.
- L'École ou De la vanité considérée comme un mode de gouvernement, 1991.
- Femmes et religions : déesses ou servantes de Dieu ?, coll. « Découvertes Gallimard / Religions » (no 206), 1994[19].
- L'État et le politique, Flammarion, coll. « Dominos », 1994.
- Administration et pouvoir, Flammarion, coll. « Dominos », 1995.
- Les religions dans le monde, Flammarion, coll. « Dominos », 1995.
- L'Affaire Oscar Wilde ou Du danger de laisser la justice mettre le nez dans nos draps, Albin Michel, 1995.
- Les grandes religions d'aujourd'hui, 1998.
- Le honteux et le sacré, Albin Michel, 1998.
- Qu'est-ce qu'une religion ?, Albin Michel, 1999.
- Jésus et Bouddha, Albin Michel, 1999.
- Une autre histoire des religions, I à VI, coll. « Découvertes Gallimard », 2000.
- Le Cantique des cantiques, 2000.
- Hymnes à la Terre-Mère, 2000.
- Hymnes au masculin, 2000.
- Une autre histoire des religions, tome I : Les religions présentes, coll. « Découvertes Gallimard Hors série », 2001.
- Une autre histoire des religions, tome II : Savoirs et pouvoirs, coll. « Découvertes Gallimard Hors série », 2002.
- Petit lexique des idées fausses sur les religions, Albin Michel, 2002 ; 2008.
- L'Évangile des païens, Albin Michel, 2003 ; 2006.
- Dieu a changé d'adresse : propos d'un pharisien libéré, Albin Michel, 2004.
- Petit lexique des guerres de religion d'hier et d'aujourd'hui, Albin Michel, 2004.
- Petite grammaire de l'érotisme divin, Albin Michel, 2005.
- Corps divins, un livre sur les artistes Pierre et Gilles aux Éditions du Chêne, 2006.
- Petit lexique des mots essentiels, Albin Michel, 2001 ; 2007.
- Dieu n'est pas mort... mais il est un peu malade, 2007.
- Dieu et le Village planétaire, 2008.
- Les enfants du miracle : des milieux les plus défavorisés jusqu'aux bancs des grandes écoles, Albin Michel, 2009.
- Odon Vallet : biographie philanthropique, avec Guillaume Herbaut et Guy-Pierre Chomette, Éditions Jean di Sciullo, 2010.
- Dieu et les religions en 101 questions-réponses, Albin Michel, 2012.
- La Foi demeure... Malgré tout, Salvator, 2018.

### Télévision
- Résurrection, réincarnation et renaissance (2005), Voix bouddhistes sur France 2
- L'émission Prise directe du 21 septembre 2010 sur la chaîne française France 2 qui portait sur héritages et successions a présenté le mécénat d'Odon Vallet.
- Interview de Mireille Dumas (novembre 2011), Vie privée, vie publique sur France 3

Dans les années 2000, il est souvent invité de l'émission C dans l'air au côté d'Yves Calvi, où il s'exprime sur différents sujets d'actualité.

### Conférences en ligne
- Université de tous les savoirs au lycée : Les Religions
- Université de tous les savoirs au lycée : Les Religions, co-existence pacifique ou affrontement?